# Мовсесян, Сона
Талин Сона Мовсесян (англ. Talin Sona Movsesian, родилась 13 октября 1982) — американская телеведущая армянского происхождения, писатель, медийный деятель, с 2009 года ассистент ведущего ночного ток-шоу Конана О’Брайена.

## Биография
Талин Сона Мовсесян родилась в Монтебелло в семье этнических армян. Официальное имя — Талин. Её детство прошло в Гасиенда-Хайтс (Hacienda Heights).
Родители: отец — Мовсесян, девичья фамилия матери — Чакмак (Cakmak). Брат Даниэль (1981 г.р.). Училась Талин Сона в средней школе Месробиана, потом в Университете Южной Калифорнии.
Муж Сони Мовсесян Артак Бороян (дата свадьбы 25.08.2018 г.). Артак (Так) Бороян родился в Ереване, в 1989 году переехал в США, работает в телеиндустрии в сфере графического дизайна и анимации.

## Карьера
В 2005 году, завершив обучение в университете Сона Мовсесян начала работать в программе Page Program на NBC. Затем получила должность координатора мероприятий и операций в отделе рекламы. На NBC она проработала несколько лет. Позже она была личным помощником (ассистентом) ведущего Конана О’Брайена с 2009 года, в ноябре 2015 года для участия в эпизоде «Конан в Армении» посетили Армению.
C 2018 года Сона Мовсесян соведущая Конана О’Брайена и Мэтта Гурли по подкасту «Конану О’Брайену нужен друг».
Сона Мовсесян озвучивает принцессу Шугар Солт, персонажа американо-французского мультфильма «Power Players» (Сильные игроки).
Сона Мовсесян автор книги «Худший помощник в мире». Книга была выпущена 19 июля 2022 года и включает предисловие, написанное Конаном О’Брайеном.